# Endy Bernadina
Endy Opoku Bernadina (Boxtel, 3 maggio 1995) è un calciatore olandese, attaccante svincolato.

## Carriera

### Club
Il 1º luglio 2016 viene acquistato a titolo definitivo dalla squadra slovacca del Podbrezová.